# Wonniger Donnerstag
Wonniger Donnerstag (Originaltitel: Sweet Thursday) ist ein 1954 erschienener Roman des US-amerikanischen Schriftstellers John Steinbeck. 
Das Buch knüpft an den bekannteren Roman Die Straße der Ölsardinen an und setzt die Geschichten um Doc und die Bewohner der Cannery Row von Monterey bis in die Zeit unmittelbar nach dem Zweiten Weltkrieg fort. Weniger episodenhaft als Die Straße der Ölsardinen erzählt er im Wesentlichen die Romanze zwischen Doc und der Prostituierten Suzy, einer neuen Bewohnerin der Straße. Wie schon im Vorgängerroman basiert die Figur Doc und die Handlung lose auf dem Leben des Meeresbiologen Ed Ricketts, eines engen Freundes von Steinbeck.
Der Roman wurde von Rodgers und Hammerstein 1955 unter dem Titel Pipe Dream für die Bühne als Musical adaptiert. Die Handlung beider Romane wurde außerdem 1985 von David S. Ward als Straße der Ölsardinen verfilmt.

## Aktuelle Ausgabe
- John Steinbeck: Wonniger Donnerstag. Roman. dtv, München 1987, ISBN 978-3-423-10776-1.